# Devon (grevskap)
Devon, tidigare kallat Devonshire, är ett ceremoniellt och administrativt grevskap i sydvästra England. Den administrativa huvudorten är Exeter. I Devon ligger två nationalparker, Dartmoor och Exmoor, bestående av olika typer av hedlandskap. Traditionella sysselsättningar i grevskapet har varit tillverkning av cider och kaolinbrytning, men idag är de viktigaste näringsgrenarna i området jordbruk och turism. I Exeter och Devonport finns även industri i lite större utsträckning.

## Administrativ indelning
Devon är dels ett ceremoniellt grevskap (ceremonial county), dels ett administrativt grevskap som är en typ av sekundärkommun (non-metropolitan county). 
Det administrativa grevskapet är indelat i åtta distrikt (non-metropolitan districts), som är en typ av primärkommun. Inom det ceremoniella grevskapet finns även två enhetskommuner som verkar både som primärkommuner och som sekundärkommuner. Dessa är Plymouth och Torbay.
| Nr | Distrikt / Enhetskommun | Administrativt grevskap | Distrikten i det ceremoniella grevskapet Devon             |
| -- | ----------------------- | ----------------------- | ---------------------------------------------------------- |
| 1  | North Devon             | Devon                   | Rött: Administrativa grevskapet Devon Gult: Enhetskommuner |
| 2  | Torridge                | Devon                   | Rött: Administrativa grevskapet Devon Gult: Enhetskommuner |
| 3  | Mid Devon               | Devon                   | Rött: Administrativa grevskapet Devon Gult: Enhetskommuner |
| 4  | East Devon              | Devon                   | Rött: Administrativa grevskapet Devon Gult: Enhetskommuner |
| 5  | Exeter                  | Devon                   | Rött: Administrativa grevskapet Devon Gult: Enhetskommuner |
| 6  | West Devon              | Devon                   | Rött: Administrativa grevskapet Devon Gult: Enhetskommuner |
| 7  | Teignbridge             | Devon                   | Rött: Administrativa grevskapet Devon Gult: Enhetskommuner |
| 8  | Plymouth                | Plymouth                | Rött: Administrativa grevskapet Devon Gult: Enhetskommuner |
| 9  | South Hams              | Devon                   | Rött: Administrativa grevskapet Devon Gult: Enhetskommuner |
| 10 | Torbay                  | Torbay                  | Rött: Administrativa grevskapet Devon Gult: Enhetskommuner |